# 安娜贝勒·威廉斯
安娜贝勒·威廉斯（英語：Annabelle Williams，1988年7月21日—），澳大利亚女子游泳运动员。她曾代表澳大利亚参加2008年和2012年夏季残疾人奥林匹克运动会游泳比赛，获得一枚金牌和一枚铜牌。